# Billy Hayden
Pour les articles homonymes, voir Hayden.
William Hayden connu sous le nom de Billy Hayden, dit « Le Clown parleur », né entre 1840 et 1860 vraisemblablement à Birmingham et mort après 1926, est un acrobate et clown britannique.

## Biographie
Ses origines comme son nom ne sont pas connus avec certitude. Si l'on trouve indifféremment William Hayden ou Billy Hayden, rien n'indique que ces noms ne sont pas des pseudonymes. Alors qu'il travaille dans une usine de gaz à Birmingham, il décide, associé à un autre employé de l'usine, de créer un duo et de se lancer dans l'acrobatie. Ils obtiennent aussitôt un fort succès. En 1882, à Paris, leurs représentations au Cirque d'hiver avec un cochon, sont très populaires.
Henry Thétard écrit à son propos qu'il est « le plus grand clown de l'époque 1875-1890. De l'avis de Molier, nul comique de la piste l'égalait en son temps et ne le dépassa par la suite » et Jules Lemaître dans Impressions de théâtre : « le cochon noir de ce clown génial qui s'appelle Billy Hayden ».
Toujours sur scène en 1926, d'après Thétard, il meurt dans la misère.
Jules Verne le mentionne dans le chapitre XV de son roman Le Village aérien.